# Die Seherin und die Hörerin
Die Seherin und die Hörerin ist eine im zweiten Jahrhundert n. Chr. niedergeschriebene
Tierfabel, die im Rahmen einer altägyptisch-demotischen Erzählung im Papyrus Die Heimkehr der Göttin geschildert wird. Die Erzählung fußt auf einer älteren Vorlage, deren Abfassungsdatum jedoch schwer einschätzbar ist. Einige ältere Sprachformen, die der Schreiber dem Leser wegen der Unverständlichkeit erklären muss, lassen die Möglichkeit zu, dass Teile des Originaltextes bis in die Zeit des Neuen Reiches (1550 v. Chr. bis 1070 v. Chr.) zurückreichen.

## Mythologische Verbindungen
Die Göttin Tefnut, die im Mythos Die Heimkehr der Göttin als Sonnenauge sowie Tochter des Re und Schwester des Schu auftritt, nahm vor Beginn der Erzählung der Tierfabel Die Seherin und die Hörerin in einem Wutanfall die Gestalt eines zornigen Löwen an, als ihr Begleiter Thot, der in der Erscheinungsform eines Affen auftrat, Tefnut an einer zügigen Rückkehr nach Ägypten mit seinen Geschichten hinderte:

„Sie verwandelte sich in die Gestalt einer wütenden Löwin, die sechs Gottesellen lang war. Sie schlug ihren Schweif nach vorne vor sich. Ihr Unterleib rauchte von Feuer. Ihr Rücken hatte die Farbe von Blut. Ihr Gesicht hatte den Glanz der Sonne. Ihre Augen gluteten von Feuer. Ihre Blicke loderten wie eine Flamme. Sie schlug mit ihrer Pranke, da staubte der Berg. Sie fletschte die Zähne, da loderte Feuer aus dem Berg hervor.“

Thot, der Tefnut als zornige Löwin mit Sachmet verglich, entschuldigte sich für seinen Zeitverzögerungsversuch und bat sie, wieder die vorherige Gestalt einer Katze anzunehmen. Nachdem Tefnut die Entschuldigung angenommen hatte und sich wieder als „schnurrende nubische Katze“ präsentierte, leitete Thot die zweiteilige Tierfabel ein.

## Inhalt
Die Fabel beschäftigt sich mit dem Funktionsprinzip der Vergeltung: Wer tötet, den tötet man. Wer zu töten befiehlt, dessen Vernichtung befiehlt man. Ein bedeutender Herr beraubt einen Herren oder Großen nicht in seinen Häusern. Insbesondere wird darauf verwiesen, dass keine Handlung dem Sonnengott Re verborgen bleibt. Tefnut als Sonnenauge müsse sich vor keinem Gott hinsichtlich der vollbrachten Taten rechtfertigen. Ihr wird als „Tochter des Re“ deshalb auch keine göttliche Vergeltung für „alle ihre Taten“ folgen, wobei sie selbst unter anderem auch die Erscheinungsform der „göttlichen Vergeltung“ darstellt.

### Vorgeschichte
In der Vorgeschichte geht es um zwei Geierinnen, die sich gegenseitig ihre besonderen Fähigkeiten bewundernd erzählen.

„Es waren einmal die zwei Geierinnen ‚Seherin‘ und ‚Hörerin‘, die auf den Spitzen der Berge saßen und sich über ihre besonderen Eigenschaften unterhielten: Die Seherin sprach zur Hörerin: „Vollkommener sind meine Augen und meine Blicke als deine. Das was mir geschieht, geschieht keinem anderen fliegenden Vogel. Ich sehe bis zur Finsternis und kenne das Meer bis zum Urabgrund. Es geschieht, weil ich im Silberhaus verweile und mir meine Nahrung aussuche. Ich esse nichts nach Sonnenuntergang“. Die Hörerin antwortete: „Vollkommener sind deine Augen und Blicke als meine. Was mir aber geschieht, geschieht keinem anderen fliegenden Vogel außer mir. Siehe, ich durchquere den Himmel, so dass ich höre, was in ihm ist. Ich höre, was Re, das Licht, die Vergeltung der Götter, täglich über die Erde entscheidet. Es geschieht mir, weil ich tagsüber nicht schlafe. Ich esse nichts nach Sonnenuntergang. Ich schlafe am Abend, wenn mein Kopf leer ist.“ Die Seherin legte sich diese Worte in ihr Herz.“

### Die Vergeltung
Eines Tages erzählte die Hörerin der Seherin, dass eine göttliche Hörerin zu ihr auf die Erde gekommen sei und über das mit der göttlichen Seherin Iirif geführte Gespräch im Himmel berichtet habe: „Ein Skink verschluckte eine Eidechse, eine Schlange verschluckte danach den Skink. Der Falke nahm die Schlange zum Meer.“ Da die Hörerin jedoch nicht in das Meer schauen konnte, bat sie die Seherin, den Fortgang dieser Handlungen zu erzählen. Die Seherin bestätigte, dass sie die geschilderten Dinge beobachtet habe und berichtete über den weiteren Verlauf:

„Die Schlange und der Falke fielen in das Meer. Beide fraß eine Meeräsche, ein Wels verschlang die Meeräsche, als er am Ufer landete. Ein Löwe kam vorbei und zog den Wels an Land. Ein Greif hatte Witterung vom Löwen und Wels aufgenommen und zerfetzte sie mit seinen Klauen, wobei er das Licht des Himmels trug. Wenn du mir nicht glaubst, so will ich dir zeigen, wie sie zerstreut und zerfetzt vor ihm liegen, während der Greif sich von ihnen ernährt.“

Die Seherin und Hörerin flogen zum Berg und sahen das, was zuvor geschildert wurde. Die Seherin erklärte der Hörerin, dass Re-Harachte die Entscheidungen treffe. Wer eine gute Tate vollbringt, dem wird ebenfalls Gutes gegeben werden. Eine schlechte Tat sucht jedoch denjenigen heim, der sie begangen hatte. Die Hörerin fragte nun die Seherin neugierig, was jetzt wohl mit dem Greif geschehen werde, der den Löwen und den Wels getötet hatte. Die Seherin antwortete:

„Weißt du nicht, dass der Greif das Abbild des Todes und der Vergelter ist? Er ist der Hirte von allem, was auf Erden ist. Er ist der, dem man nicht vergelten kann. Sein Schnabel ist der eines Falken, seine Augen die eines Menschen, seine Glieder die eines Löwen, seine Ohren die eines Fisches, sein Schwanz der einer Schlange. Die fünf belebten Wesen sind in ihm, weil er Macht ausübt über alles.“

Die Seherin erklärte der Hörerin außerdem das Gleichheitsprinzip der Vergeltung: Der Sonnengott Re nimmt Vergeltung für jede Tat, auch das geringste Geschöpf der Erde unterliegt dem Gleichheitsprinzip „Gutes wird mit Gutem vergolten, Schlechtes mit Schlechtem.“ Keine Tat, keine Handlung kann vor dem Sonnengott geheim gehalten werden, alles wird gesehen. Abschließend weist die Seherin auf die Kennzeichnung eines Mörders hin, damit das Geschöpf erkannt wird, das diese Tat beging und sich jeder von ihm fernhalten möge. Der Makel dieses Mals verfolgt ihn in alle Ewigkeit, auch über den Tod hinaus; es lässt sich nicht abwaschen oder anderweitig entfernen.